# Ochodaeus pallidus
Ochodaeus pallidus es una especie de coleóptero de la familia Ochodaeidae.

## Distribución geográfica
Habita en la India.